# Koénéba
Ne doit pas être confondu avec Kéniéba.
Koénéba est une localité située dans le département de Gourcy de la province du Zondoma dans la région Nord au Burkina Faso.

## Santé et éducation
Le centre de soins le plus proche de Koénéba est le centre médical avec antenne chirurgicale (CMA) de la province à Gourcy.
Koénéba possède une école primaire.